# Dimerella fuscescens
Dimerella fuscescens är en lavart som beskrevs av Vezda & Malcolm. Dimerella fuscescens ingår i släktet Dimerella och familjen Coenogoniaceae.   Inga underarter finns listade i Catalogue of Life.